# Голубац
Голубац је насељено место у Србији и седиште истоимене општине у Браничевском управном округу. Према попису из 2022. било је 1.445 становника. Насеље је смештено на обали Дунава, а недалеко од њега налази се позната Голубачка тврђава.

## Географија
Град Голубац је смештен у источном делу Републике Србије, на самој граници са Румунијом. Граница је река Дунав. Од најближег већег града, Пожаревца град је удаљен 50 km источно, а од главног града Београда 130 km источно.
Рељеф: Голубац је смештен на прелазу из историјске области Звижд (око реке Пек) у област Ђердапа. Насеље је положено на десној обали Дунава, на месту где крајње југоисточни обод Панонске низије прелази у Ђердапску клисуру, смештену између југозападних планина Карпата. Сходно томе, западно од града се пружа таласасти предео Звижда и Браничева, док се источно издиже планински предео. Најближе брдо граду је Радан. Стари део насеља је смештен у уском приобалном појасу Дунава, док се новији део пружа на узвишењу јужно. Средиште насеља је положено на приближно 75 m надморске висине, али се јужни делови издижу и до 130 m.
Клима у Голупцу је умереноконтинентална. Удари кошаве зими су посебно јаки с обзиром да она дува уз Ђердапске клисуре.
Воде: Голубац се и образовао на месту где је Дунав утиче у Ђердапску клисуру. 4 km низводно је смештена Голубачка тврђава, на месту главног сужења реке при утоку у клисуру. Ипак, овај положај је био неподесан за развој већег насеља, па се оно образовало на месту данашњег Голупца, где се оно могло ширити ка југу. Јединственост Дунава испред Голупца је да је он најшири на целом свом току - преко 6 km. Свега пар километара низводно он се сужава на мање од 300 m.

## Историја
До 19. века главно историјско средиште голубачког краја је била Голубачка тврђава, да би се од тада почело развијати данашње насеље као омање средиште. Указом краља 23. марта 1881. године Голубац добија статус варошице.
Од 1964. до 1972. године образовано је Ђердапско језеро. Голубац је био прво узводно насеље од хидроцентрале које није било измештено издизањем нивоа Дунава. Ипак, најнижи делови приобаља, попут спортских терена уз Дунав, су неповратно потопљени. Ово није много омело развој Голупца током друге половине 20. века, када град добија неколико индустријских погона у источном делу, више управних здања у градском средишту. Највећи значај је имала изградња великог хотела „Голубачки град” средином 1980-их година, смештеног између главног градског трга и Дунава.
Од 2000-их година насеље се брзо обнавља, у складу са све већом оријентацијом Голупца ка туризму. У граду су обновљени главни трг и парк, а насеље је добило и савремени кеј у градској зони, са укљученом бициклистичком стазом.
Овде се налазе ОШ "Бранко Радичевић" Голубац и Народна библиотека „Вељко Дугошевић” Голубац.

## Становништво
У насељу Голубац живи 1.494 пунолетна становника, а просечна старост становништва износи 39,7 година (38,0 код мушкараца и 41,2 код жена). У насељу има 653 домаћинства, а просечан број чланова по домаћинству је 2,90.
Ово насеље је великим делом насељено Србима (према попису из 2022. године).
|             | \| Демографија[2] \| Демографија[2] \| Демографија[2] \| \| Година \| Становника \| Становника \| \| -------------- \| -------------- \| -------------- \| \| 1948. \| 1.373 \| \| \| 1953. \| 1.430 \| \| \| 1961. \| 1.743 \| \| \| 1971. \| 1.779 \| \| \| 1981. \| 1.924 \| \| \| 1991. \| 1.995 \| 1.909 \| \| 2002. \| 1.896 \| 2.072 \| \| 2011. \| 1.653 \| \| \| 2022. \| 1.445 \| \| |            |
| Демографија | |            |
| Година      | Становника | Становника |
| 1948.       | 1.373 |            |
| 1953.       | 1.430 |            |
| 1961.       | 1.743 |            |
| 1971.       | 1.779 |            |
| 1981.       | 1.924 |            |
| 1991.       | 1.995 | 1.909      |
| 2002.       | 1.896 | 2.072      |
| 2011.       | 1.653 |            |
| 2022.       | 1.445 |            |

| Етнички састав према попису из 2002.‍ | Етнички састав према попису из 2002.‍ | Етнички састав према попису из 2002.‍ | Етнички састав према попису из 2002.‍ | Етнички састав према попису из 2002.‍ |
| ------------------------------------ | ------------------------------------ | ------------------------------------ | ------------------------------------ | ------------------------------------ |
|                                      |                                      |                                      |                                      |                                      |
| Срби                                 | Срби                                 |                                      | 1.716                                | 90,50%                               |
| Власи                                | Власи                                |                                      | 88                                   | 4,64%                                |
| Румуни                               | Румуни                               |                                      | 19                                   | 1,00%                                |
| Црногорци                            | Црногорци                            |                                      | 11                                   | 0,58%                                |
| Југословени                          | Југословени                          |                                      | 9                                    | 0,47%                                |
| Мађари                               | Мађари                               |                                      | 3                                    | 0,15%                                |
| Македонци                            | Македонци                            |                                      | 3                                    | 0,15%                                |
| Хрвати                               | Хрвати                               |                                      | 2                                    | 0,10%                                |
| Руси                                 | Руси                                 |                                      | 2                                    | 0,10%                                |
| Чеси                                 | Чеси                                 |                                      | 1                                    | 0,05%                                |
| Словенци                             | Словенци                             |                                      | 1                                    | 0,05%                                |
| Бугари                               | Бугари                               |                                      | 1                                    | 0,05%                                |
| непознато                            | непознато                            |                                      | 29                                   | 1,52%                                |

| Година пописа     | 1948. | 1953. | 1961. | 1971. | 1981. | 1991. | 2002. |
| ----------------- | ----- | ----- | ----- | ----- | ----- | ----- | ----- |
| Број домаћинстава | 401   | 397   | 581   | 565   | 625   | 625   | 653   |

| Број чланова      | 1   | 2   | 3   | 4   | 5  | 6  | 7  | 8 | 9 | 10 и више | Просек |
| ----------------- | --- | --- | --- | --- | -- | -- | -- | - | - | --------- | ------ |
| Број домаћинстава | 154 | 149 | 114 | 145 | 45 | 31 | 11 | 3 | 0 | 1         | 2,90   |

| Пол    | Укупно | Неожењен/Неудата | Ожењен/Удата | Удовац/Удовица | Разведен/Разведена | Непознато |
| ------ | ------ | ---------------- | ------------ | -------------- | ------------------ | --------- |
| Мушки  | 755    | 204              | 478          | 40             | 29                 | 4         |
| Женски | 823    | 143              | 483          | 141            | 53                 | 3         |
| УКУПНО | 1.578  | 347              | 961          | 181            | 82                 | 7         |

| Пол    | Укупно                    | Пољопривреда, лов и шумарство | Рибарство                            | Вађење руде и камена | Прерађивачка индустрија       |
| ------ | ------------------------- | ----------------------------- | ------------------------------------ | -------------------- | ----------------------------- |
| Мушки  | 384                       | 59                            | 1                                    | 55                   | 26                            |
| Женски | 314                       | 39                            | 0                                    | 12                   | 41                            |
| УКУПНО | 698                       | 98                            | 1                                    | 67                   | 67                            |
| Пол    | Производња и снабдевање   | Грађевинарство                | Трговина                             | Хотели и ресторани   | Саобраћај, складиштење и везе |
| Мушки  | 20                        | 24                            | 29                                   | 27                   | 34                            |
| Женски | 6                         | 2                             | 72                                   | 24                   | 5                             |
| УКУПНО | 26                        | 26                            | 101                                  | 51                   | 39                            |
| Пол    | Финансијско посредовање   | Некретнине                    | Државна управа и одбрана             | Образовање           | Здравствени и социјални рад   |
| Мушки  | 3                         | 9                             | 43                                   | 13                   | 20                            |
| Женски | 4                         | 7                             | 23                                   | 18                   | 41                            |
| УКУПНО | 7                         | 16                            | 66                                   | 31                   | 61                            |
| Пол    | Остале услужне активности | Приватна домаћинства          | Екстериторијалне организације и тела | Непознато            | Непознато                     |
| Мушки  | 6                         | 0                             | 0                                    | 15                   | 15                            |
| Женски | 11                        | 0                             | 0                                    | 9                    | 9                             |
| УКУПНО | 17                        | 0                             | 0                                    | 24                   | 24                            |

## Знаменитости
Голубац је данас најпознатији по истоименој Голубачкој тврђави, смештеној 4 km низводно од града. Она је културно добро од изузетног значаја, а последњих година и значајно туристичко одредиште. Налази се у Националном парку Ђердап, на десној обали Дунава, 4 km низводно од данашњег насеља. Смештена је на високим литицама, на месту на ком се река сужава, на самом улазу у Ђердапску клисуру. Тврђава је грађена лепезасто и састоји се од три дела: предњег, задњег и горњег града (са цитаделом). Чини га укупно 10 кула и две велике колске капије. Испред тврђаве је било цивилно насеље, о чему данас сведоче само неки делимично истражени објекти.
Поред тога, у самом граду се налазе Црква Светог Николе у Голупцу и Зграда у Ул. Вељка Дугошевића 110 у Голупцу као културна добра од великог значаја.

## Галерија
- Приобаље Голупца
- Српска православна црква у Голупцу
- Здање Општине Голубац
- Хотел „Голубачки град“
- Вртић
- Основна школа
- Средња школа
- Спортска хала
- Стамбени објекти
- Стамбени објекти
- Поглед на Дунав
- Једриличарски центар
- Туристичка организација
- Споменик страдалима у Балканским ратовима, Првом и Другом светском рату
- Природа
- Природа
- Пошта
- Сувенирница
- Стамбени објекти
- Зграда
- Брод код Голупца
- Парк поред Дунава јесен 2019.г.
- Парк јуна 2021.г.
- Парк јуна 2021.г.
- Путоказ
- Диплома голубачког трговачког удружења